# Isenburg-Zentrum
Das Isenburg-Zentrum (oft IZ abgekürzt) ist ein Einkaufszentrum in Neu-Isenburg südlich von Frankfurt am Main.

## Geschichte
Das Isenburg-Zentrum wurde vom Baukonzern Philipp Holzmann errichtet und am 28. Dezember 1972 eröffnet. Es ist in drei Segmente unterteilt: den Shop Ost, den Shop Mitte und den Shop West.  
Im Jahr 2003 wurde der Shop Ost modernisiert; der Shop West stand seitdem leer und wurde nach einer entsprechenden Sanierung erst 2011 wiedereröffnet. Die dafür angesetzten Baumaßnahmen dauerten elf Monate, das Investitionsvolumen betrug 30 Millionen Euro.
Seit 1998 wurde das IZ von der ECE Projektmanagement GmbH betrieben.
Im Zuge der Wirtschaftskrise nach der Corona-Pandemie wurde über umfangreiche Leerstände und damit einhergehend von einer Verschlechterung des Angebots im Isenburg-Zentrum berichtet. Hiergegen soll eine neue Geschäftsstrategie entwickelt werden. Seit dem Januar 2024 betraute der Eigentümer Deka Immobilien die IPH Handelsimmobilien GmbH mit dem Management des Isenburg-Zentrums.

## Beschreibung
Das Isenburg-Zentrum verfügt über eine Verkaufsfläche von 44.000 Quadratmetern, auf der 140 Geschäfte Platz finden. Im Betrieb sind 1.500 Mitarbeiter angestellt, das Gesamteinzugsgebiet besteht aus 579.754 Einwohnern. In zwei Parkhäusern (Parkhaus Nord und Süd) befinden sich 1.600 PKW-Stellplätze. Das IZ wurde von der Deutschen Gesellschaft für Nachhaltiges Bauen zertifiziert.